# Lucia Schiavinato
Lucia Eleonora Schiavinato (Musile di Piave, 31 de octubre de 1900- San Donà di Piave, 17 de noviembre de 1976) fue una consagrada católica italiana, fundadora del instituto secular de las Voluntarias de la Caridad. Es considerada sierva de Dios en la Iglesia católica.

## Biografía
Lucia Eleonora Schiavinato nació el 31 de octubre de 1900 en la localidad de Musile di Piave (Italia), en el seno de una familia burguesa de clase media. En 1907 su familia se traslada a San Donà di Piave, donde conoce la Acción Católica y las Conferencias de San Vicente y se dedica, como miembro activo de estas a la reconstrucción material y espiritual del país, luego de la Primera Guerra Mundial. Para los afectados, especialmente los ancianos y niños abandonados, los discapacitados físicos y enfermos mentales graves, fundó la primera casa de acogida, a la que se llamó Piccolo Rifugio (Pequeño Refugio en castellano), en San Donà di Piave, en la Navidad de 1935. Esta idea fue bien aceptada entre la jerarquía y el pueblo cristiano, tanto que se fundaron otros refugios en Roma (1955), Ferentino y Vittorio Veneto (1957), Verona (1960) y Trieste (1962).
En 1954, con la consagración de un grupo de 12 jóvenes que compartían el estilo de vida de Lucia Schiavinato, dieron origen a las Voluntarias de la Caridad, para hacerse cargo de las casas de refugio. En 1958 fundó la revista Amor Vincit. El 31 de marzo de 1964, Schiavinato con tres voluntarias fundó la primera comunidad misionera en Ruy Barbosa (Brasil), para trabajar entre leprosos y nativos amerindios. A inicios de mayo de 1976 se ve forzada a regresar a Italia por problemas de salud. Estando en la casa de San Donà di Piave, murió el 17 de noviembre de 1976.

## Proceso de Beatificación y Canonización.
La causa de beatificación y canonización de Lucia Schiavinato fue introducida en la diócesis de Treviso, el 8 de marzo de 1999. El 11 de abril de 2001 las actas del proceso fueron entregadas a la Congregación para las Causas de los Santos en Roma. Razón por la cual es considerada como sierva de Dios en la Iglesia católica.